# Zalieutes
A Zalieutes a csontos halak (Osteichthyes) főosztályának sugarasúszójú halak (Actinopterygii) osztályába, ezen belül a horgászhalalakúak (Lophiiformes) rendjébe és az Ogcocephalidae családjába tartozó nem.

## Tudnivalók
A Zalieutes-fajok előfordulási területe az Amerikák két oldalán levő óceánrészekben találhatók meg. Eme halak hossza fajtól függően 10-15 centiméter közötti.

## Rendszerezés
A nembe az alábbi 2 faj tartozik:
- Zalieutes elater (Jordan & Gilbert, 1882) - típusfaj
- Zalieutes mcgintyi (Fowler, 1952)